# Oberdreis
Oberdreis ist eine Ortsgemeinde im Landkreis Neuwied im Norden von Rheinland-Pfalz. Die Gemeinde gehört der Verbandsgemeinde Puderbach an.

## Geographie
Der Ort liegt ein wenig abseits der großen Verkehrsadern nordöstlich von Puderbach am Rande des Naturparks Rhein-Westerwald.
Zu Oberdreis gehören die Ortsteile Lautzert und Dendert sowie die Wohnplätze Guter Trunk Marie (Tonzeche) und Sonnenhof.

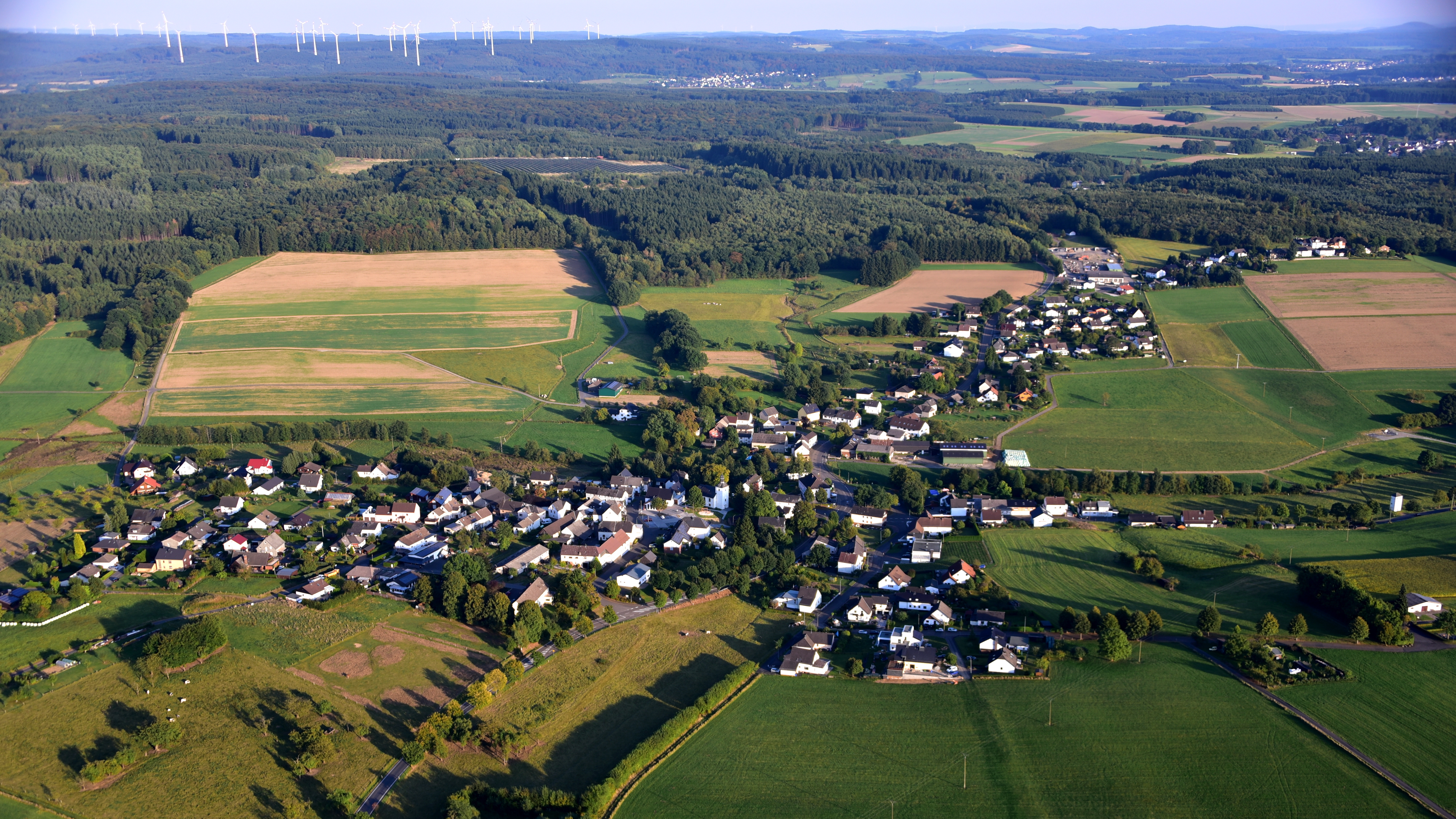
Oberdreis, Luftaufnahme (2016)

## Bevölkerung
Statistik zur Einwohnerentwicklung
Die Entwicklung der Einwohnerzahl von Oberdreis, die Werte von 1871 bis 1987 beruhen auf Volkszählungen:
| Jahr | Einwohner |
| ---- | --------- |
| 1815 | 409       |
| 1835 | 496       |
| 1871 | 526       |
| 1905 | 485       |
| 1939 | 559       |
| 1950 | 666       |
| 1961 | 614       |

| Jahr | Einwohner |
| ---- | --------- |
| 1970 | 732       |
| 1987 | 781       |
| 1997 | 949       |
| 2005 | 921       |
| 2011 | 871       |
| 2017 | 841       |
| 2022 | 891       |

## Politik

### Gemeinderat
Der Gemeinderat in Oberdreis besteht aus zwölf Ratsmitgliedern, die bei der Kommunalwahl am 9. Juni 2024 in einer personalisierten Verhältniswahl gewählt wurden, und dem ehrenamtlichen Ortsbürgermeister als Vorsitzendem. Die zwölf Sitze im Gemeinderat verteilen sich auf zwei Wählergruppen.

### Bürgermeister
Julian Klein wurde am 3. Juli 2024 Ortsbürgermeister von Oberdreis. Bei der Direktwahl am 9. Juni 2024 war er als einziger Bewerber mit einem Stimmenanteil von 89,7 % für fünf Jahre gewählt worden.
Kleins Vorgänger waren Ralf Engel (2019–2024) und Dieter Klein-Ventur (1999–2019).

## Kultur und Sehenswürdigkeiten
In der Oberdreiser Ortsmitte befindet sich eine Kolbenpumpe aus der zweiten Hälfte des 19. Jahrhunderts. Heute dient sie nur noch als Anschauungsstück und ist nicht mehr funktionstüchtig.
In der Mitte des 9. Jahrhunderts entstand nördlich von Roßbach, auf dem Gebiet von Oberdreis oberhalb vom Grebersbach der hier die Grenze der Gemarkung darstellt eine Motte, deren Überreste heute noch zu sehen sind.

### Bauwerke
Im Ortsteil Oberdreis steht eine evangelische Kirche, deren Grundsteinlegung auf die Zeit um das Jahr 1000 zurückgehen könnte. Die erste urkundliche Erwähnung datiert auf 1253. Während des Dreißigjährigen Krieges wurde sie als Wehrkirche, davon zwischen 1633 und 1634 als Pferdestall verwendet. Die militärische Nutzung lässt sich auch heute noch an der erhöhten Position und der soliden Ummauerung erkennen. 1763 stürzte der Kirchturm ein, worauf zwischen 1792 und 1795 das Kirchgebäude im spätbarocken Stil fast komplett neu errichtet wurde. Einzig der Turmunterbau ist bis heute Zeuge des alten Gebäudes.
Unter Pfarrer Adam Deussen (1843–1884) wurde die Kirche renoviert und erhielt am 16. November 1845 eine eigene Orgel. 1900 fand eine von Kollekten finanzierte Instandsetzung statt. 1968 wurde die Kirche unter anderem um einen Altarraum erweitert und der Eingang von der Seite zum Turm hin verlagert. Eine weitere Renovierung folgte erst im Jahr 2002.

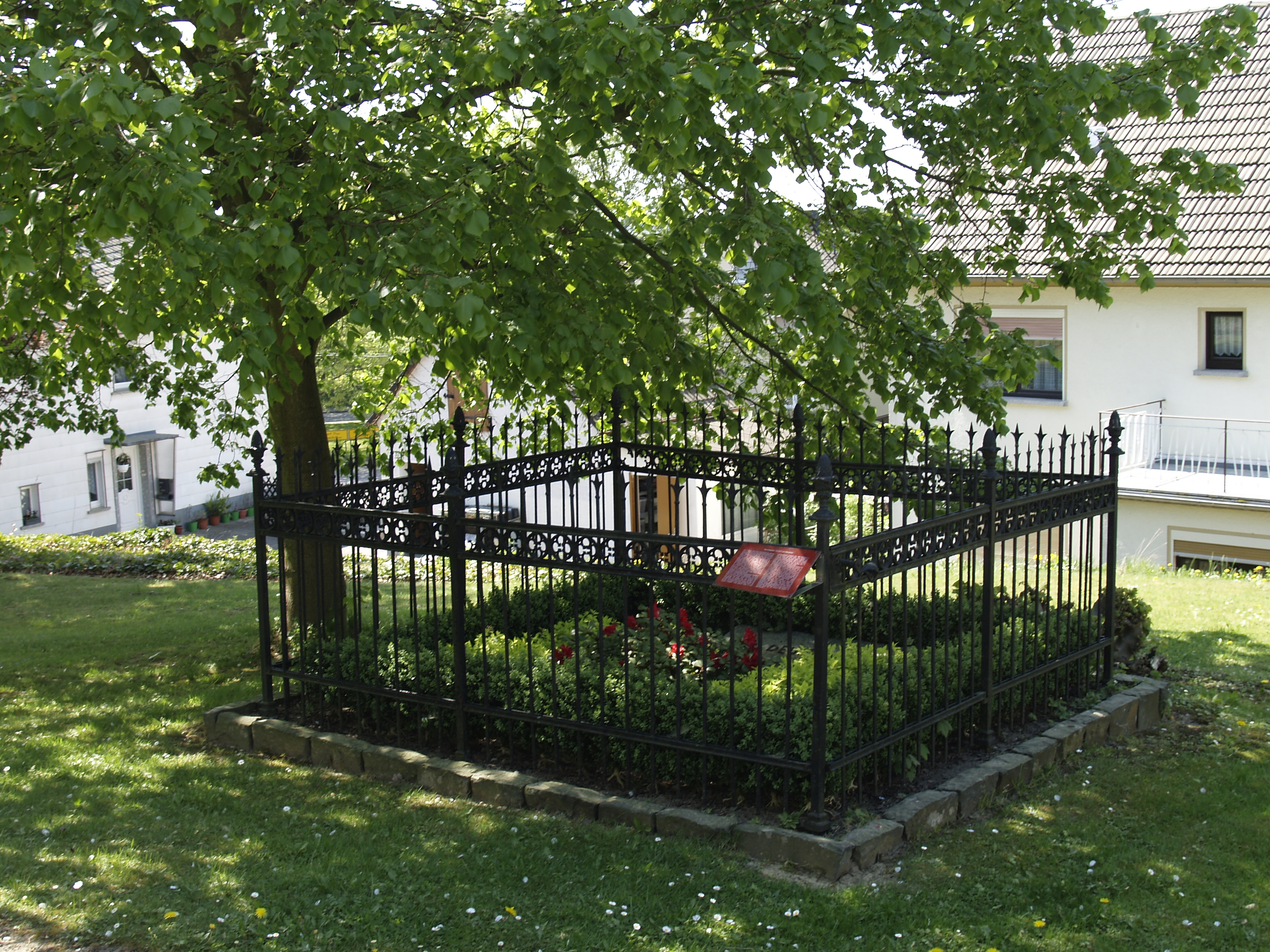
Paul Deussens Grabstätte

Wenige Meter von der Kirche entfernt befindet sich das alte Pfarrhaus, welches um 1850 erbaut wurde. In ihm wuchs der 1845 in Oberdreis geborene Indologe Paul Deussen auf. Nach seinem Tod 1919 in Kiel wurde er auf dem Kirchhügel direkt beim Eingang der Kirche beerdigt, seine Grabstätte ist heute noch erhalten.

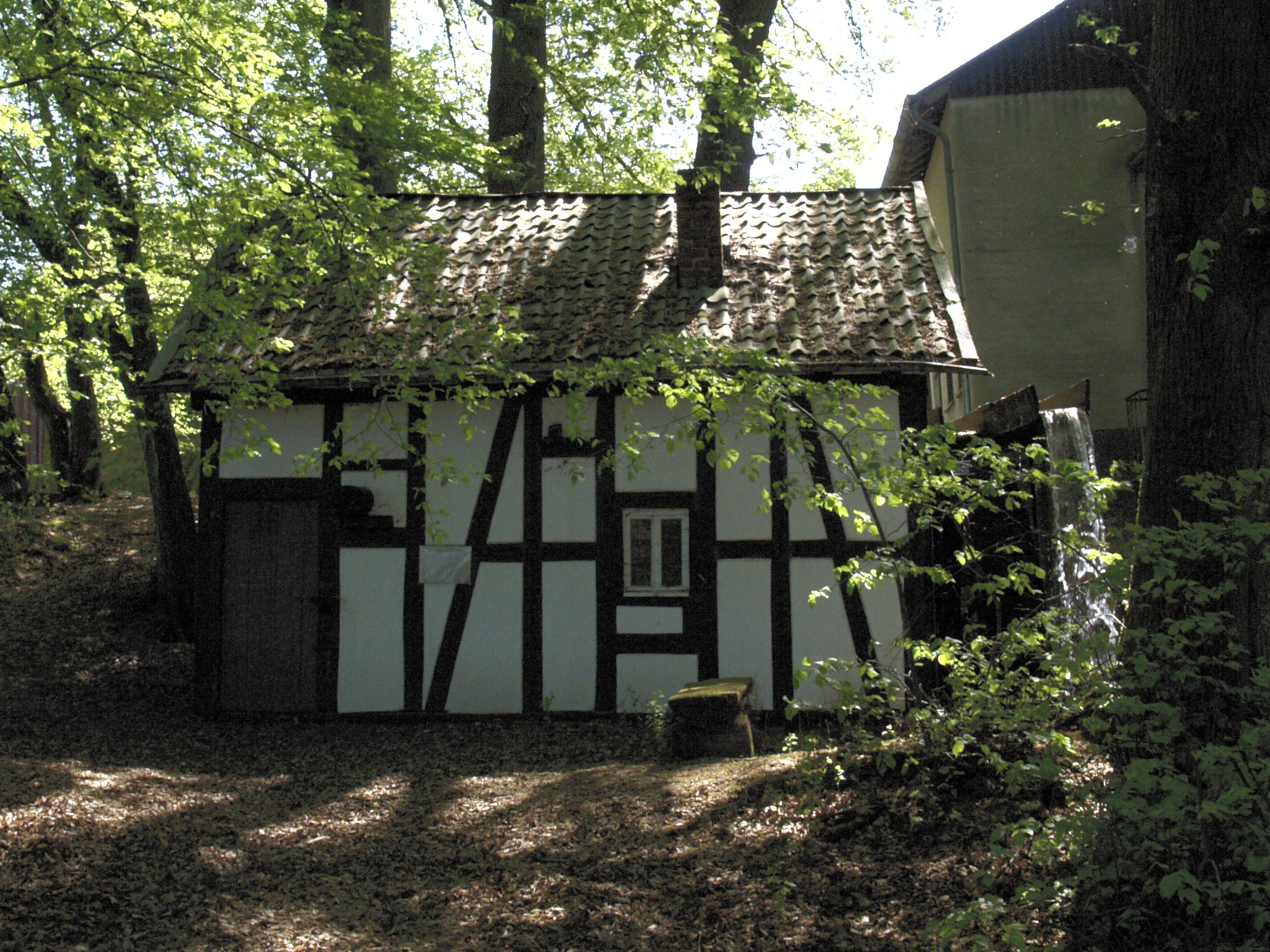
Alte Ölmühle

Am Mühlbach, der wenige Meter weiter in den Dreisbach fließt, befindet sich eine historische Ölmühle, in der unter anderem Bucheckern der umgebenden Buchen gemahlen wurden. Die Ölmühle ist heute nicht mehr in Betrieb, aber dank ihrer Lage und der traditionellen Fachwerkbauweise (Eichenfachwerk) eine der Oberdreiser Sehenswürdigkeiten. Die Mühle wurde früher „Owerdresser Ollichsmill“ genannt und ist ungefähr 300 Jahre alt. Sie diente früher der Familie Paul Schumann für die Ölgewinnung aus Raps, Rübsen, Bucheckern, Sonnenblumen und Leinsamen. Das Öl wurde für Haushalts- und Stalllaternen oder auch für Bergsmannslampen benutzt.
Die stempelbetriebene Keilpresse, der Königsstuhl und der Kollergang sind noch gänzlich erhalten. Das Wasserrad wurde vom Wasser des Dreisbaches angetrieben. Das Wasserrad trieb dann den Kollergang an; dort wurde dann das Mahlgut zerquetscht, danach auf einem Ofen erwärmt und schließlich von einer Keilpresse ausgepresst. Aus sechs Pfund Ölfrüchten wurde ein Liter Öl. Bei einem Arbeitsgang(Geschläg) wurden 60 Pfund Mahlgut verarbeitet. Der dabei entstandene Ölkuchen(Treber) konnte als Viehfutter verwendet werden. Bei seiner Stilllegung begann das Gebäude zu verfallen. Späterhin restaurierte es dann der Inhaber.
1980 wurden Dach und Inneneinrichtung restauriert, drei Jahre später wurde dann ein neues metallisches Wasserrad gebaut. Außerdem wurde der Kennel am Wasserrad mehrmals erneuert, um die Sehenswürdigkeit zu erhalten.

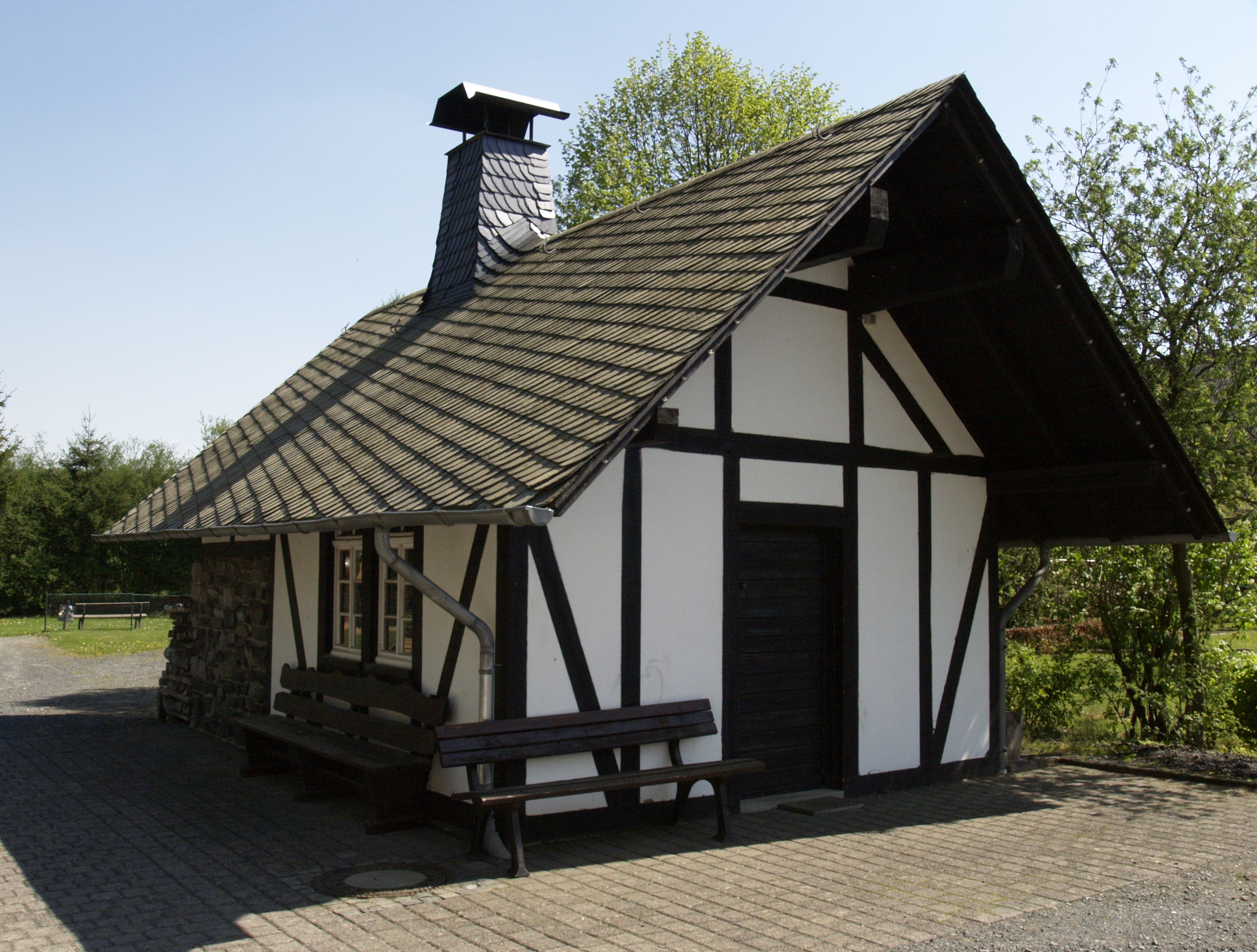
Der sogenannte Oberdreiser „Backes“

Neben dem ehemaligen Feuerwehrhaus befindet sich der sogenannte „Backes“, ein Backhaus in Fachwerkbauweise. Hier wird alle zwei Wochen nach traditioneller Weise auf Sauerteigbasis Brot für den Eigenbedarf gebacken. Dafür wird zuerst der Steinofen durch ein Holzfeuer geheizt, dann die Glut entfernt und die Brote auf dem heißen Stein gebacken.
Siehe auch Liste der Kulturdenkmäler in Oberdreis

### Freizeit
Ein speziell beschilderter Radwanderrundweg „Rund um Oberdreis“ führt in rund 14 Kilometern durch die Ortsteile und führt dabei auch in die beiden Landkreise Altenkirchen und den Westerwaldkreis.

### Naturdenkmäler

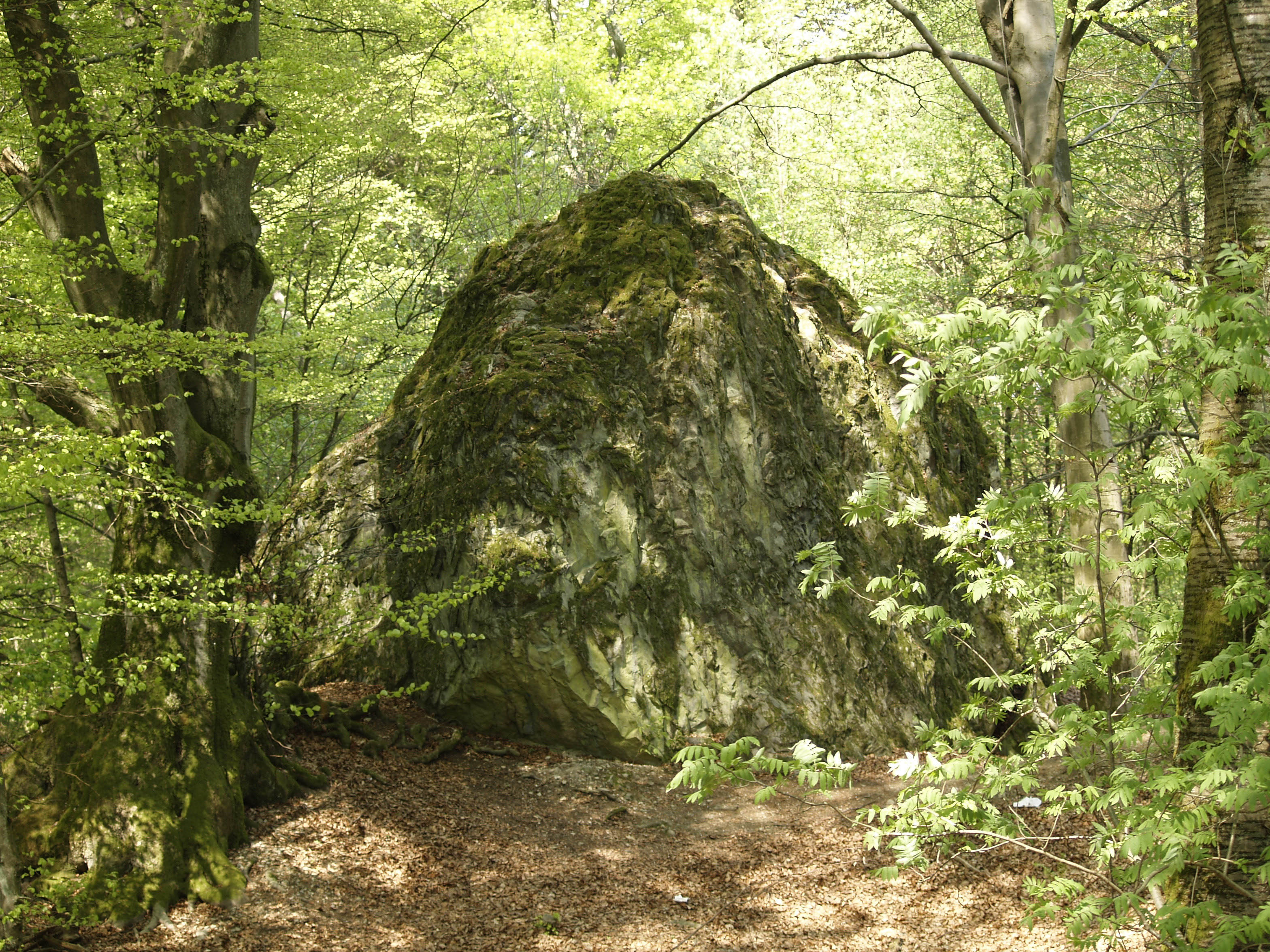
Beilstein im Oberdreiser Wald

Zu den wichtigsten und ehrwürdigsten Naturdenkmälern des Kreises Neuwied gehört der Beilstein in Oberdreis. Vor einigen Jahren wurde an der Nordseite des Vulkankegels noch Basalt gebrochen. Heute ist der Beilstein nicht mehr direkt an das Wegenetz angeschlossen, sondern liegt einige Meter abseits. Während er von einer Seite einfach zu besteigen ist, kann sich an der gegenüberliegenden Seite abgeseilt werden.

## Wirtschaft und Infrastruktur

### Verkehr
Die nächste Autobahnanschlussstelle ist Neuwied an der Bundesautobahn 3. Der nächstgelegene ICE-Halt ist der Bahnhof Montabaur an der Schnellfahrstrecke Köln–Rhein/Main. Der nächstgelegene Bahnhof ist der Bahnhof Altenkirchen (Westerw), über welchen man mit Umstieg im Bahnhof Au (Sieg) den Knotenpunktbahnhof Köln Hauptbahnhof erreicht, von welchem aus Verbindungen nach ganz Deutschland sowie die umliegenden Länder bestehen.

### Erneuerbare Energien

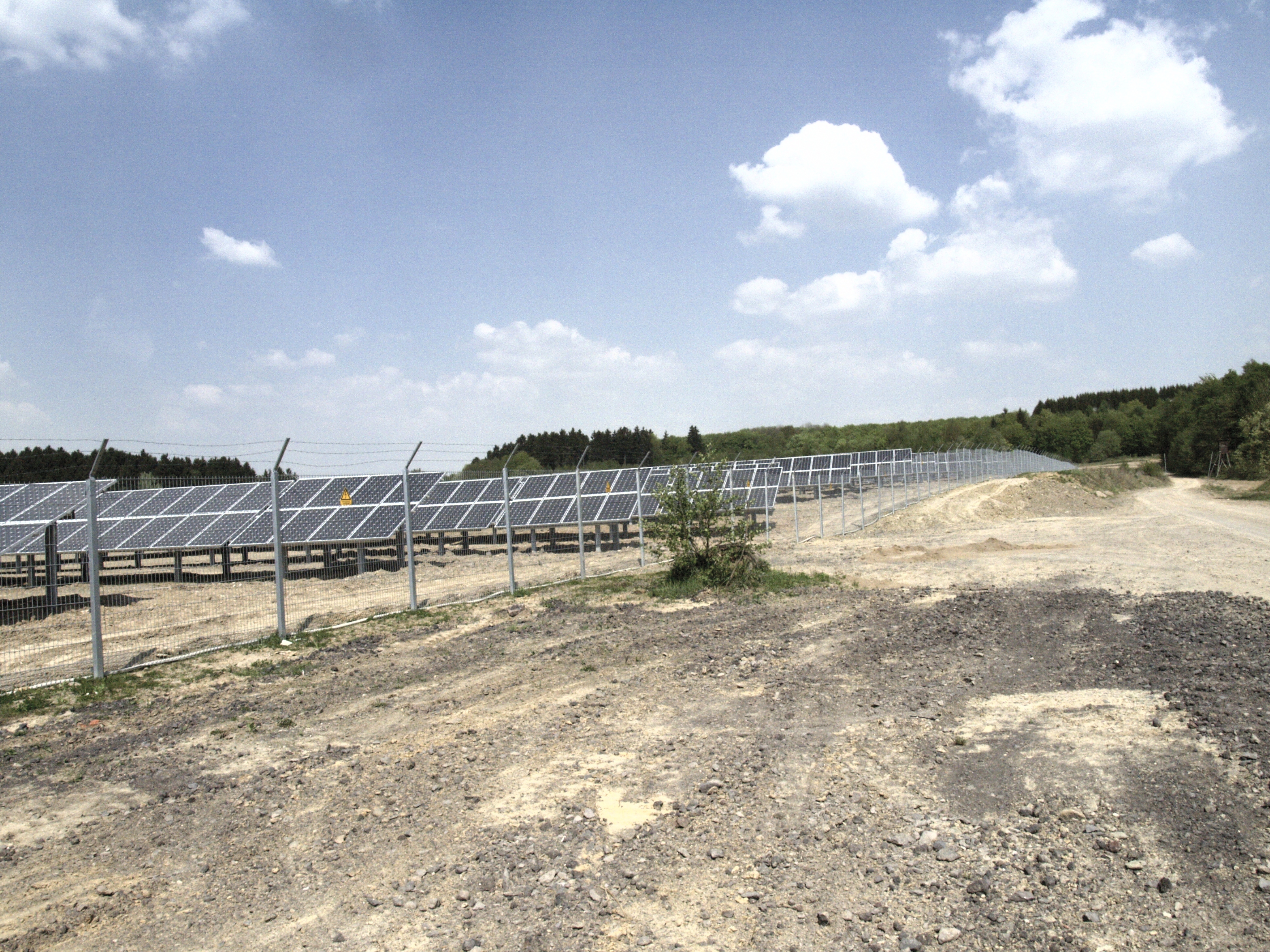
Photovoltaikanlage im Oberdreiser Wald

Die Gemeinde Oberdreis ist seit 2011 an einer 5,6 Hektar großen Photovoltaikanlage beteiligt. Diese wurde von 2010 an im Oberdreiser Gemeindewald auf der verfüllten Fläche der von der Ortsgemeinde betriebenen Erddeponie errichtet und leistet circa 3 Megawatt Peakleistung. Der Gemeindeanteil beträgt circa 700 kWpeak, welches ungefähr dem Stromverbrauch von 170 Haushalten entspricht.

## Söhne und Töchter der Gemeinde
- Friedrich Jakob Schmitthenner (1796–1850) war Germanist und Staatswissenschaftler, Politiker und Hochschullehrer.
- Paul Deussen (1845–1919) war ein deutscher Philosophie-Historiker, Indologe und Sanskrit-Gelehrter. Er gehört zum Kreis der Schul- und Studienfreunde Friedrich Nietzsches, der ihn hier vom 29. September bis 16. Oktober 1864 aus Anlass seiner Übersiedlung von Naumburg nach Bonn zur Aufnahme des Studiums besucht hat. Deussens Grabstätte befindet sich neben der evangelischen Kirche.
- Pauline Leicher (1904–1942) war gebürtig aus Lautzert und wurde am 6. Mai 1941 im Rahmen des NS-Euthanasieprogramms in der Tötungsanstalt Hadamar vergast. Der ebenfalls in Lautzert lebende Schriftsteller Heiner Feldhoff hat 2023 das Buch Pauline Leicher oder Die Vernichtung des Lebens veröffentlicht, in dem er das Leben von Pauline Leicher nachzeichnet. 2023 wurde eine Gedenktafel auf dem Gefallenendenkmal des Lautzerter Friedhofs zur Erinnerung an Pauline Leicher angebracht.